# Jung Ryeo-won
Jung Ryeo-won (정려원?, Jeong Ryeo-wonLR; Seul, 21 gennaio 1981) è un'attrice e cantante sudcoreana.
È nota anche con lo pseudonimo Yoana Jung.

## Filmografia

### Cinema
- Gin-geupjochi 19ho (긴급조치 19호), regia di Kim Tae-gyu (2002) - cameo con le Chakra
- B-hyeong namja chingu (B형 남자친구), regia di Choi Seok-won (2005)
- Du eolgur-ui yeochin (두 얼굴의 여친), regia di Lee Seok-hoon (2007)
- Melos (멜로스), regia di Song Hae-sung (2009)
- Castaway on the Moon (김씨 표류기, Kim-ssi pyoryugi), regia di Lee Hae-joon (2009)
- Jeokgwa-ui dongchim (적과의 동침), regia di Park Geon-yong (2011)
- Tongjeung (통증), regia di Kwak Kyung-taek (2011)
- Never Ending Story (네버엔딩 스토리), regia di Jung Yong-joo (2012)
- Gate (게이트?, Ge-i-teuLR), regia di Shin Jai-ho (2018)

### Televisione
- Saeksopon-gwa chapssaltteok (색소폰과 찹쌀떡), regia di Seok-mu Kang e Lee Deok-keon - serie TV (2002)
- Ttokbaro sar-ara (똑바로 살아라) - serie TV (2002-2003)
- Argon (아르곤), regia di Park Heung-kyun - miniserie TV (2003)
- Abeoji-ui bada (아버지의 바다), regia di Lee Hyeong-sun - miniserie TV (2004)
- Love Story in Harvard (러브스토리 인 하버드), regia di Lee Jang-soo - serie TV (2004-2005)
- Annyeong, Francesca (안녕, 프란체스카) - serie TV (2005)
- Ga-eul sonagi (가을소나기), regia di Yun Jae-mun - serie TV (2005)
- Nae ireum-eun Kim Sam-soon (내 이름은 김삼순) - serie TV (2005)
- Neon eoneu byeor-eseo wanni (넌 어느 별에서 왔니), regia di Pyo Min-soo e Han Joo-seok - serie TV (2006)
- Jamyeonggo (자명고), regia di Lee Myung-woo - serie TV (2009)
- Salaryman chohanji (샐러리맨 초한지), regia di Yoo In-shik - serie TV (2012)
- Drama-ui je-wang (드라마의 제왕), regia di Hong Sung-chang - serie TV (2012)
- Medical Top Team (메디컬탑팀), regia di Kim Do-hoon e Oh Hyun-jong - serie TV (2013)
- Pungseonkkeom (풍선껌) - serie TV (2015)
- Con il permesso della corte (변론을 시작하겠습니다?, Byeollon-eul sijakhagesseumnidaLR) – serie TV (2022)

## Riconoscimenti
| Anno | Evento                             | Categoria                                                     | Ricevente                            | Risultato       | Fonti  |
| ---- | ---------------------------------- | ------------------------------------------------------------- | ------------------------------------ | --------------- | ------ |
| 2005 | MBC Entertainment Award            | Premio per l'eccellenza – Attrice in un varietà               | Section TV                           | Vincitore/trice | [ 2 ]  |
| 2005 | MBC Drama Award                    | Premio per l'eccellenza – Attrice                             | Nae ireum-eun Kim Sam-soon           | Vincitore/trice | [ 3 ]  |
| 2006 | MBC Drama Award                    | PD Award                                                      | Neon eoneu byeor-eseo wanni          | Vincitore/trice | [ 4 ]  |
| 2007 | Premio Daejong                     | Miglior attrice esordiente                                    | Du eolgur-ui yeochin                 | Vincitore/trice | [ 5 ]  |
| 2008 | Style Icon Award                   | Fashionista Award                                             |                                      | Vincitore/trice | [ 6 ]  |
| 2008 | Baeksang Arts Award                | Miglior attrice esordiente                                    | Du eolgur-ui yeochin                 | Candidato/a     |        |
| 2008 | Premiere Rising Star Asian Award   | Miglior attrice esordiente                                    | Du eolgurui yeochin                  | Vincitore/trice | [ 7 ]  |
| 2009 | SBS Drama Award                    | Premio per l'eccellenza – Attrice in una serie                | Jamyeonggo                           | Candidato/a     |        |
| 2012 | Baeksang Arts Award                | Miglior attrice                                               | Tongjeung                            | Candidato/a     | [ 8 ]  |
| 2012 | Korea Drama Award                  | Top Excellence Award – Attrice                                | Salaryman chohanji                   | Candidato/a     |        |
| 2012 | SBS Drama Award                    | Top 10 Stars                                                  | Salaryman chohanji, Drama-ui je-wang | Vincitore/trice | [ 9 ]  |
| 2012 | SBS Drama Award                    | Miglior attrice in una miniserie                              | Salaryman chohanji, Drama-ui je-wang | Vincitore/trice | [ 10 ] |
| 2013 | MBC Drama Award                    | Miglior attrice in una miniserie                              | Medical Top Team                     | Candidato/a     |        |
| 2013 | 2nd KOPA & NIKON Press Photo Award | Attrice più fotogenica                                        | N.D.                                 | Vincitore/trice | [ 11 ] |
| 2017 | KBS Drama Award                    | Top Excellence Award – Attrice                                | Manyeo-ui beopjeong                  | Vincitore/trice | [ 12 ] |
| 2017 | KBS Drama Award                    | Miglior coppia con Yoon Hyun-min                              | Manyeo-ui beopjeong                  | Vincitore/trice | [ 12 ] |
| 2017 | KBS Drama Award                    | Premio all'eccellenza, attrice in una miniserie               | Manyeo-ui beopjeong                  | Candidato/a     | [ 12 ] |
| 2017 | KBS Drama Award                    | Premio degli internauti – donne                               | Manyeo-ui beopjeong                  | Candidato/a     | [ 12 ] |
| 2018 | APAN Star Award                    | Premio all'eccellenza, attrice in una miniserie               | Manyeo-ui beopjeong                  | Candidato/a     | [ 13 ] |
| 2018 | SBS Drama Award                    | Premio all'eccellenza, attrice in un drama del lunedì-martedì | Gireumjin mello                      | Candidato/a     |        |